# Iperbole (figura retorica)
L'iperbole (dal greco antico: ὑπερβολή?, hyperbolḗ, "eccesso") è una figura retorica che consiste nell'esagerare la descrizione della realtà tramite espressioni che l'amplifichino, per eccesso o per difetto.

## Esempi
Troviamo numerose iperboli in Arietta, un poema di Arnaut Daniel:
...Sono io colui che adora la donna più bella del mondo...»
Un esempio è nel brano di Ariosto che parla di come Angelica fugge da Rinaldo:
In Nanà, Delacorta inserisce questa metafora iperbolica:

## Utilizzo
L'iperbole presuppone la "buona fede" di chi la usa: non si tratta infatti di un'alterazione della realtà al fine di ingannare ma, al contrario, allo scopo di dare credibilità al messaggio attraverso un eccesso nella frase che imprima nel destinatario il concetto che si vuole esprimere

## Differenze
Un'iperbole che ha forma di paradosso è l'adynaton. La figura retorica contraria dell'iperbole è l'understatement.